# Hatsalatladi
Hatsalatladi – wieś w Botswanie w dystrykcie Kweneng. Według spisu ludności z 2011 roku wieś liczyła 726 mieszkańców.